# Ouratea leprieurii
Ouratea leprieurii är en tvåhjärtbladig växtart som beskrevs av Van Tiegh.. Ouratea leprieurii ingår i släktet Ouratea och familjen Ochnaceae. Inga underarter finns listade i Catalogue of Life.